# كيرن مولروني
كيرن مولروني (بالإنجليزية: Kieran Mulroney)‏ هو كاتب سيناريو وممثل أمريكي، ولد في 24 سبتمبر 1965 بالإسكندرية في الولايات المتحدة.

## أعمال

### أفلام
- (2009) رجل ورق
- (2011)  لعبة ظلال[3][4]
- (2017) باور رينجرز[5]
- (2017) جيوستورم[6]

## وصلات خارجية
- كيرن مولروني على موقع IMDb (الإنجليزية)
- كيرن مولروني على موقع ألو سيني (الفرنسية)
- كيرن مولروني على موقع أول موفي (الإنجليزية)
- كيرن مولروني على موقع بوكس أوفيس موجو (الإنجليزية)
- كيرن مولروني على موقع قاعدة بيانات الأفلام السويدية (السويدية)
- كيرن مولروني على موقع قاعدة بيانات الفيلم (الإنجليزية)
- كيرن مولروني على موقع كينوبويسك (الروسية)